# Glasehausen
Glasehausen – dzielnica (Ortsteil) miasta Heilbad Heiligenstadt w Niemczech, w kraju związkowym Turyngia, w powiecie Eichsfeld. Do 31 grudnia 2023 samodzielna gmina wchodząca w skład wspólnoty administracyjnej Leinetal.